# Swetlana Wladimirowna Popowa
Swetlana Wladimirowna Popowa (russisch Светлана Владимировна Попова, englische Transkription: Svetlana Popova, * 2. Juli 1988 in Kolomna) ist eine russische Beachvolleyballspielerin.

## Karriere
Popowa spielte 2008 ihre ersten Open-Turniere der FIVB World Tour mit Anastassija Wassina und erzielte dabei als bestes Ergebnis den 41. Platz. Bei ihrem ersten Grand Slam kam sie 2009 mit Natalja Nikolajewna Urjadowa in Moskau auf den 17. Rang. Im gleichen Jahr wurde sie mit Jewgenija Ukolowa Fünfte der U23-Europameisterschaft in Jantarny. 2010 trat sie zu zwei Open-Turnieren mit Anna Wosakowa an.
2012 kehrte Popowa beim Grand Slam in Moskau zurück und wurde mit Marija Andrejewna Prokopjewa Neunte. 2013 spielte sie zunächst einige Turniere mit Ukolowa, bevor sie beim Grand Slam in Den Haag wieder mit Prokopjewa zusammenkam. Bei der WM 2013 in Stare Jabłonki schieden Prokopjewa/Popowa sieglos nach der Vorrunde aus.